# Jacob Nordencreutz

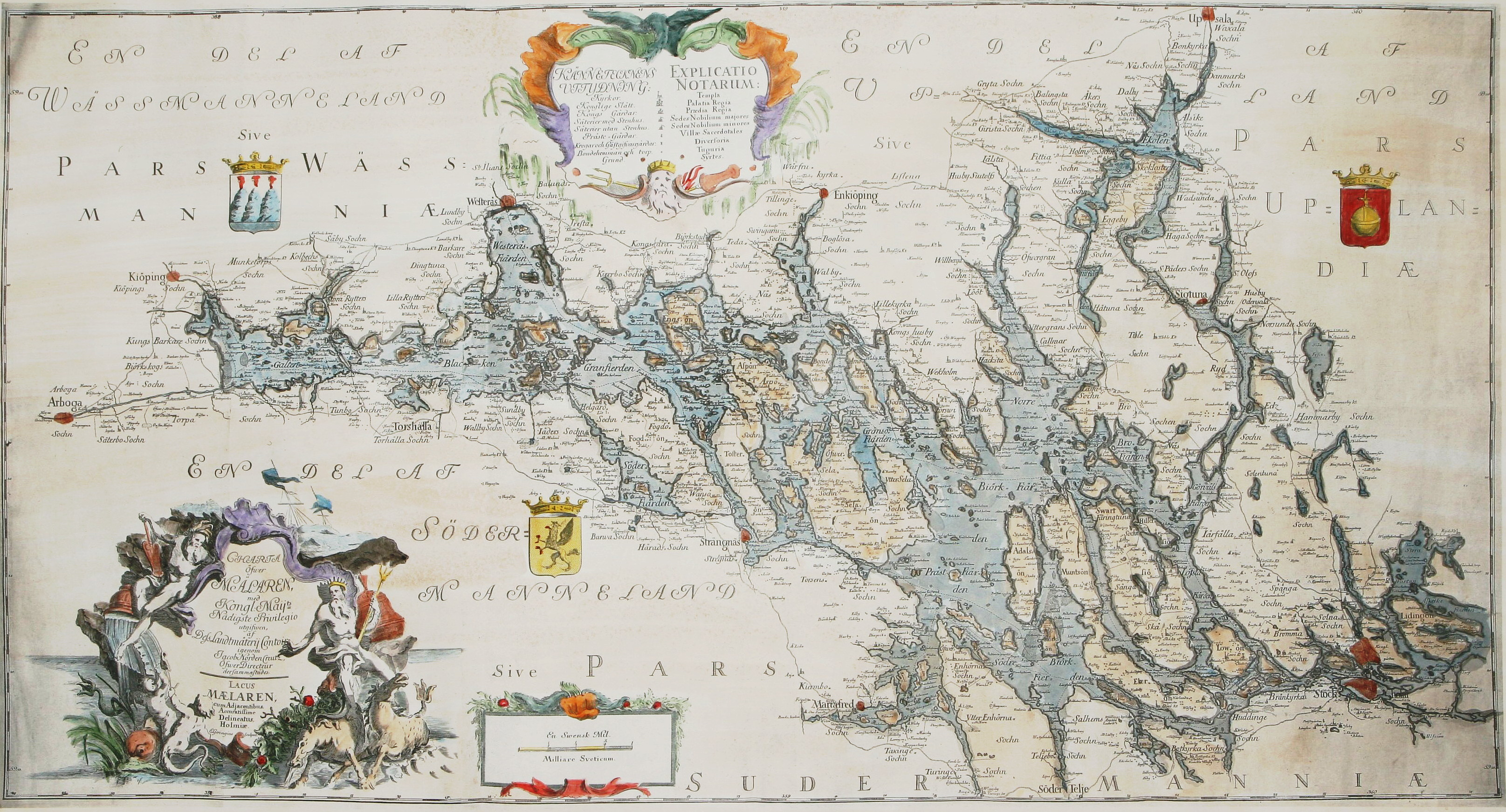
Nordencreutz Mälarkarta från 1739.

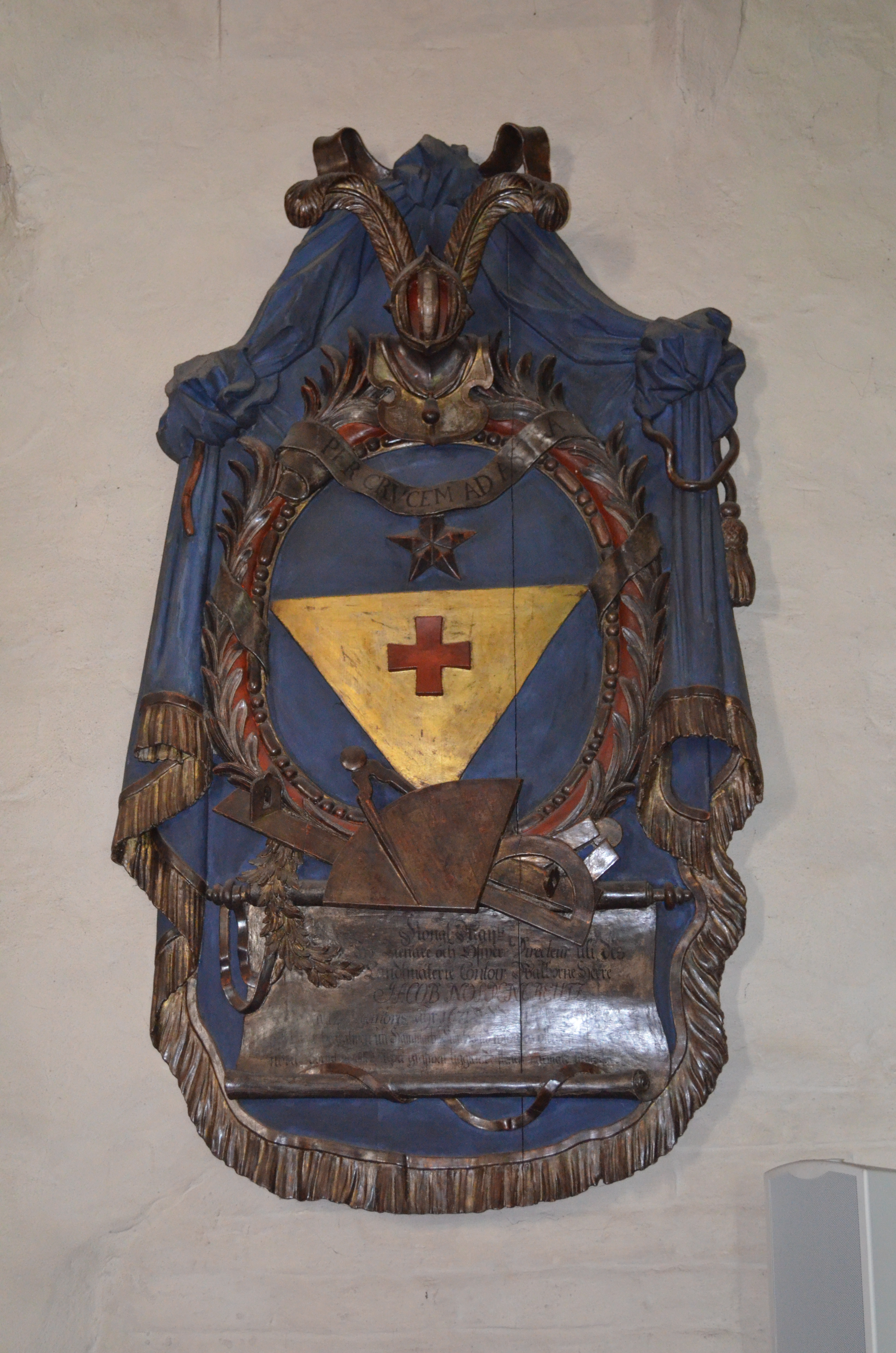
Jacob Nordencreutz (nr 1697) (1671-1747) huvudbaner i Hammarby kyrka, Uppland

Jacob Nordencreutz (före adlandet 1719 Hagman), född 12 december 1671 i Nyland, död 1 mars 1747 i Stockholm, var en svensk lantmätare och ämbetsman.
Nordencreutz erhöll efter verksamhet i Ingermanland, Västmanland samt vid Lantmäterikontoret 1710 fullmakt att vara direktör över Lantmäteriet i Sverige och Finland samt underlydande provinser. Under hans chefstid lades ett nytt verksamhetsområde till lantmätarna därigenom, att justeringen av mått och vikt anförtroddes dem genom ett kungligt brev 1735, varjämte ett inte obetydligt antal geografiska mätningar utfördes. År 1725 utfärdades ny instruktion för lantmätarna, i vilken bland annat infördes föreskrift, att handlingarna angående jorddelningar skulle inges till ordinarie ting och stadfästas.
År 1734 erhöll Nordencreutz tillstånd (bekräftat med privilegium 1738) att låta trycka bland annat provinskartor. För ändamålet inköptes särskild tryckpress, som uppställdes inom Lantmäterikontoret, varefter åtskilliga provinskartor utgavs. Sedan genom ett kungligt brev 1740 förordnats, att landsskillnaderna emellan särskilda hövdingedömen skulle avmätas, utfärdade han 9 juni samma år cirkulärbrev till samtliga lantmätare med anvisningar till efterrättelse vid gränsernas upptagande. De förrättningar, som på grund av detta blev utförda, har stort värde för bedömande av sträckningen av ifrågavarande administrativa gränser.

## Fotnoter
1. 1 2 3 4  Jacob Nordencreutz, Svenskt biografiskt lexikon, Svenskt Biografiskt Lexikon-ID: 8206, läs online.[källa från Wikidata]